# Vimoutiers
Vimoutiers – miejscowość i gmina we Francji, w regionie Normandia, w departamencie Orne.
Według danych na rok 1990 gminę zamieszkiwały 4723 osoby, a gęstość zaludnienia wynosiła 292 osoby/km² (wśród 1815 gmin Dolnej Normandii Vimoutiers plasuje się na 32. miejscu pod względem liczby ludności, natomiast pod względem powierzchni na miejscu 201.).
Urodził tu się biskup Kajenny Alfred Aimé Léon Marie CSSp.

## Współpraca
Miejscowość partnerska:
- Châtelet, Belgia